# (31465) Piyasiri
1999 CS26 (asteroide 31465) é um asteroide da cintura principal. Possui uma excentricidade de 0.11914940 e uma inclinação de 3.46411º.
Este asteroide foi descoberto no dia 10 de fevereiro de 1999 por LINEAR em Socorro.